# Elènia del Pacífic
L'elènia del Pacífic (Myiopagis subplacens) és una espècie d'ocell de la família dels tirànids (Tyrannidae).

## Hàbitat i distribució
Habita el bosc caducifoli humid i espesures de mesquit de les terres baixes del Pacífic i vessant occidental dels Andes fins als 1800 m a l'oest de Equador i nord-oest del Perú.